# Agua de Lithia

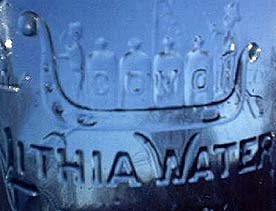
Botella de agua de Lithia, 1888

El agua de Lithia es una marca de origen de agua mineral caracterizada por la presencia de sales de litio (como el carbonato, el bicarbonato, el cloruro o el citrato de litio). Las aguas de Lithia minerales, extraídas de fuentes naturales, son raras, de hecho hay pocas marcas de agua de Lithia que la embotellen comercialmente, aunque su uso en EE. UU., como el agua de litines en esta parte del atlántico, formó parte mucho tiempo de terapias auténticas que aplicaban la farmacología del litio,ya que el litio se utiliza, bajo control médico, como estabilizador del estado de ánimo en el tratamiento psiquiátrico de los estados maníacos y el trastorno bipolar.

## Composición
El agua de Lithia contiene varias sales de litio, incluyendo citrato de litio. Una primera versión de Coca-Cola disponible en las fuentes de refresco de las farmacias llamada Lithia Coke era una mezcla de jarabe de Coca-Cola y agua de Lithia de la fuente Bowden. El refresco 7Up se llamó "Bib-Label Lithiated Lemon-Lime Soda" cuando se formuló en 1929 porque contenía citrato de litio. La bebida era un medicamento patentado comercializado como profilaxis para la resaca. El citrato de litio se eliminó de 7Up en 1948.

## Historia
Entre la década de 1880 y la Primera Guerra Mundial, el consumo de agua de Lithia embotellada fue popular. Una de las primeras aguas de Lithia vendidas comercialmente en Estados Unidos fue embotellada en Lithia Springs, Georgia, en 1888. Durante esta época, había tanta demanda de agua de Lithia que hubo una proliferación de productos de agua de Lithia embotellada. Sin embargo, sólo algunas de ellas eran agua de Lithia de fuente natural. La mayoría de las marcas de agua de Lithia embotellada lo que hacían era añadir bicarbonato de litio al agua de una fuente existente y la llamaban agua de Lithia. Con el inicio de la Primera Guerra Mundial y la formación de la nueva agencia de seguridad alimentaria del gobierno de EE. UU., los embotelladores de agua mineral estuvieron bajo observación. La nueva agencia puso multas elevadas a los embotelladores de agua mineral por productos mal etiquetados, tergiversados o adulterados. Estas acciones gubernamentales y su publicidad, junto con las obras públicas que hacían que el agua fresca del grifo fuera fácilmente accesible, hicieron que el público estadounidense perdiera la confianza y el interés en el agua de Lithia embotellada.

## Marcas destacadas
- Lithia Spring Water, una marca de agua de Lithia natural embotellada procedente de Lithia Springs, Georgia, EE. UU., desde 1888
- Londonderry Lithia, una marca de agua de Lithia embotellada producida a finales del siglo XIX y principios del XX
- Buffalo Lithia Water, una marca de agua embotellada de Lithia procedente de Buffalo Lithia Springs, Virginia
- Gerolsteiner, un agua con gas natural que da 0,13 ppm de litio en su análisis
- Eau de Henniez lithinée, una marca de agua procedente de la pequeña comuna suiza de Henniez, desde 1817. Actualmente propiedad del grupo suizo Nestlé.